# Іброгімгаліл Юлдошев
Іброгімгаліл Юлдошев (англ. Ibrokhimkhalil Yuldoshev, нар. 14 лютого 2001, Янгієр, Узбекистан) — узбецький футболіст, фланговий захисник російського клубу «Парі Нижній Новгород» та національної збірної Узбекистану.

## Ігрова кар'єра

### Клубна
Навчатися футболу Юлдошев почав в академії столичного клубу «Пахтакор». З 2019 року футболіст був залучений до ігор першого складу. Провівши в чемпіонаті лише одну гру, він все ж таки отримав нагороду чемпіона країни.
2020 рік футболіст провів в оренді у клубі «Буньодкора». Після чого повернувся у «Пахтакор», де провів ще один сезон та виграв Суперкубок Узбекистану.
26 серпня 2021 року Юлдошев підписав контракт з російським клубом «Парі Нижній Новгород» і вже наступного дня зіграв перший матч у новій команді.

### Збірна
3 вересня 2020 року у товариській грі проти команди Таджикистану Іброгімгаліл Юлдошев дебютував у складі національної збірної Узбекистану.

## Досягнення
Пахтакор
 Чемпіон Узбекистану: 2019
 Переможець Кубка Узбекистану: 2019
 Переможець Суперкубка Узбекистану: 2021